# Tsuru Aoki
Pour les articles homonymes, voir Aoki.
 (octobre 2021).
Si vous disposez d'ouvrages ou d'articles de référence ou si vous connaissez des sites web de qualité traitant du thème abordé ici, merci de compléter l'article en donnant les références utiles à sa vérifiabilité et en les liant à la section « Notes et références ».
Tsuru Aoki (青木 鶴子, Aoki Tsuru) est une actrice japonaise, née le 9 septembre 1892 à Fukuoka et morte le 18 octobre 1961 à Tokyo.

## Biographie
Au cinéma, Tsuru Aoki fait carrière essentiellement aux États-Unis et contribue à trente-neuf films muets américains, sortis entre 1913 et 1922. Elle tourne la majorité d'entre eux (dont des courts métrages) aux côtés de Sessue Hayakawa, son époux de 1914 jusqu'à sa mort.
Parmi ceux-ci figurent notamment The Curse of Iku de (et avec) Frank Borzage (1918), Le Souffle des dieux (The Breath of the Gods) de Rollin S. Sturgeon (1920, avec Arthur Edmund Carewe et Ethel Shannon) et Black Roses de Colin Campbell (1921, avec son mari et Myrtle Stedman).
Les trois derniers films de sa carrière principale — passée dans le cinéma muet — sortent fin 1923 et en 1924 : La Bataille du cinéaste français Édouard-Émile Violet avec lequel collabore son mari Sessue Hayakawa ; et deux films britanniques — dont la version anglaise de La Bataille, intitulée The Danger Line —, aux distributions desquelles figure aussi Sessue Hayakawa.
Retirée ensuite pour se consacrer à sa famille, Tsuru Aoki revient toutefois à l'écran pour une ultime prestation, dans le film de guerre américain Saipan de Phil Karlson (avec Jeffrey Hunter, David Janssen et Sessue Hayakawa), sorti en 1960.

## Filmographie partielle
(CM = court métrage)
- 1913 : The Oath of Tsuru San de Lucius Henderson (CM) : Tsuru San
- 1914 : The Village 'Neath the Sea de Thomas H. Ince et Jay Hunt (CM)
- 1914 : La Colère des dieux (The Wrath of the Gods) de Reginald Barker : Toya San
- 1914 : The Death Mask de Thomas H. Ince (CM) : Princesse Nona
- 1914 : The Geisha de Raymond B. West (CM) : Myo
- 1914 : L'Honneur japonais (The Typhoon) de Reginald Barker
- 1914 : Star of the North de Thomas H. Ince et Jay Hunt (CM) : rôle-titre
- 1914 : O Mimi San de Charles Miller (CM) : rôle-titre
- 1914 : A Relic of Old Japan de Thomas H. Ince et Reginald Barker (CM) : Katuma
- 1914 : Desert Thieves de Scott Sidney (CM) : Owanono
- 1914 : The Last of the Line de Jay Hunt (CM) : La jeune femme au bord de l'eau
- 1915 : The Chinatown Mystery (en) de Reginald Barker (CM) : Woo
- 1916 : The Honorable Friend d'Edward LeSaint : Toki-Ye
- 1916 : Âmes d'étrangers (Alien Souls) de Frank Reicher : Yuri Chan
- 1917 : Œil pour œil (The Call of the East) de George Melford : O'Mitsu
- 1917 : Each to His Kind d'Edward LeSaint : Princesse Nada
- 1918 : The Curse of Iku de Frank Borzage : Omi San
- 1918 : Le Sacrifice de Tamura (The Bravest Way) de George Melford : Sat-u
- 1919 : The Dragon Painter de William Worthington : Ume-Ko
- 1920 : Locked Lips (en) de William C. Dowlan : Lotus Blossom
- 1920 : Le Souffle des dieux (The Breath of the Gods) de Rollin S. Sturgeon : Yuki Onda
- 1920 : A Tokyo Siren de Norman Dawn : Asuti Hishuri
- 1921 : Les Roses noires (Black Roses) de Colin Campbell : Blossom
- 1922 : Le Serment (Five Days to Live) de Norman Dawn : Ko Ai
- 1923 : La Bataille d'Édouard-Émile Violet et Sessue Hayakawa : la marquise Yorisaka
- 1924 : The Danger Line d'Édouard-Émile Violet (version américaine de La Bataille) : la marquise Yorisaka
- 1960 : Saipan (Hell to Eternity) de Phil Karlson : Maman Une

## Galerie photos

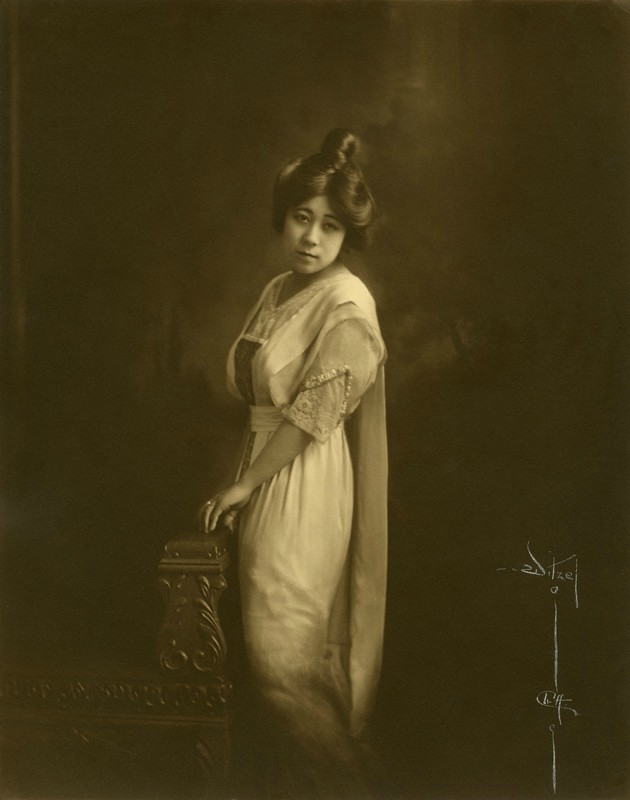
Vers 1915
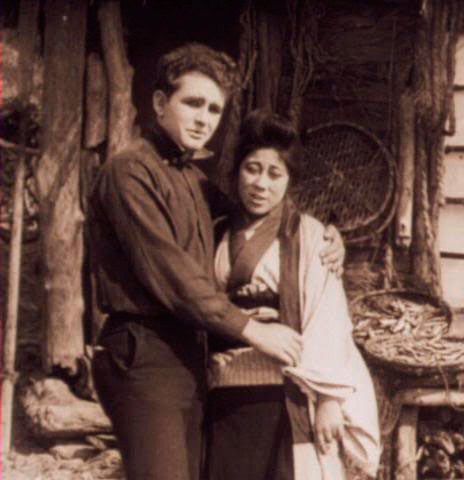
Avec Frank Borzage, dans La Colère des Dieux (1914)
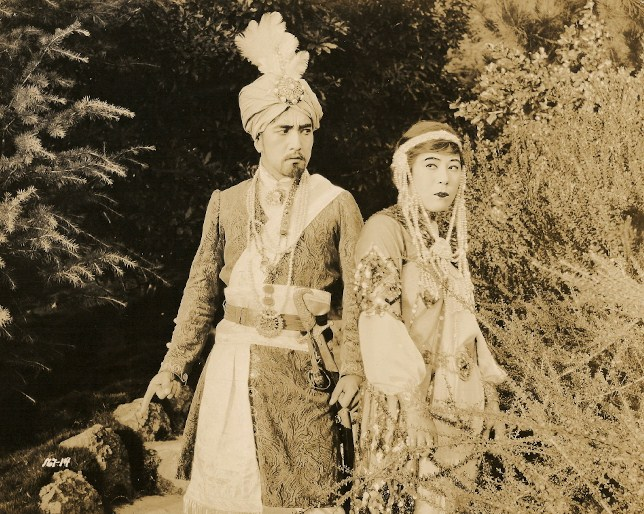
Avec Sessue Hayakawa, dans Each to His Kind (1917)
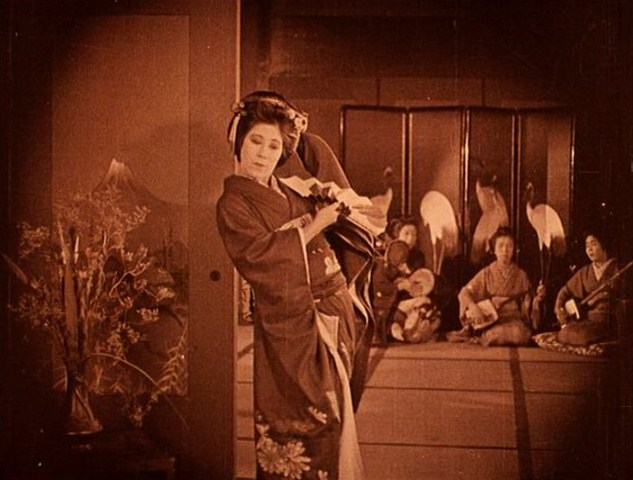
Dans The Dragon Painter (1919)
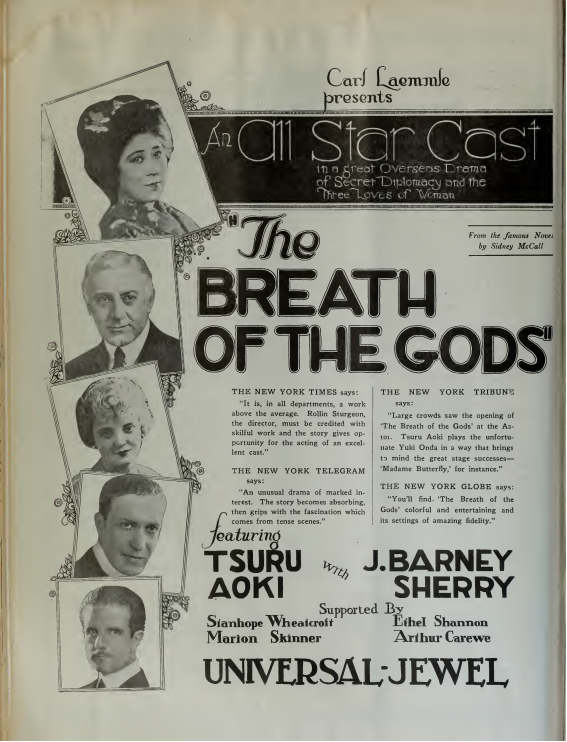
Publicité pour Le Souffle des dieux (1920), parue dans le magazine Film Daily
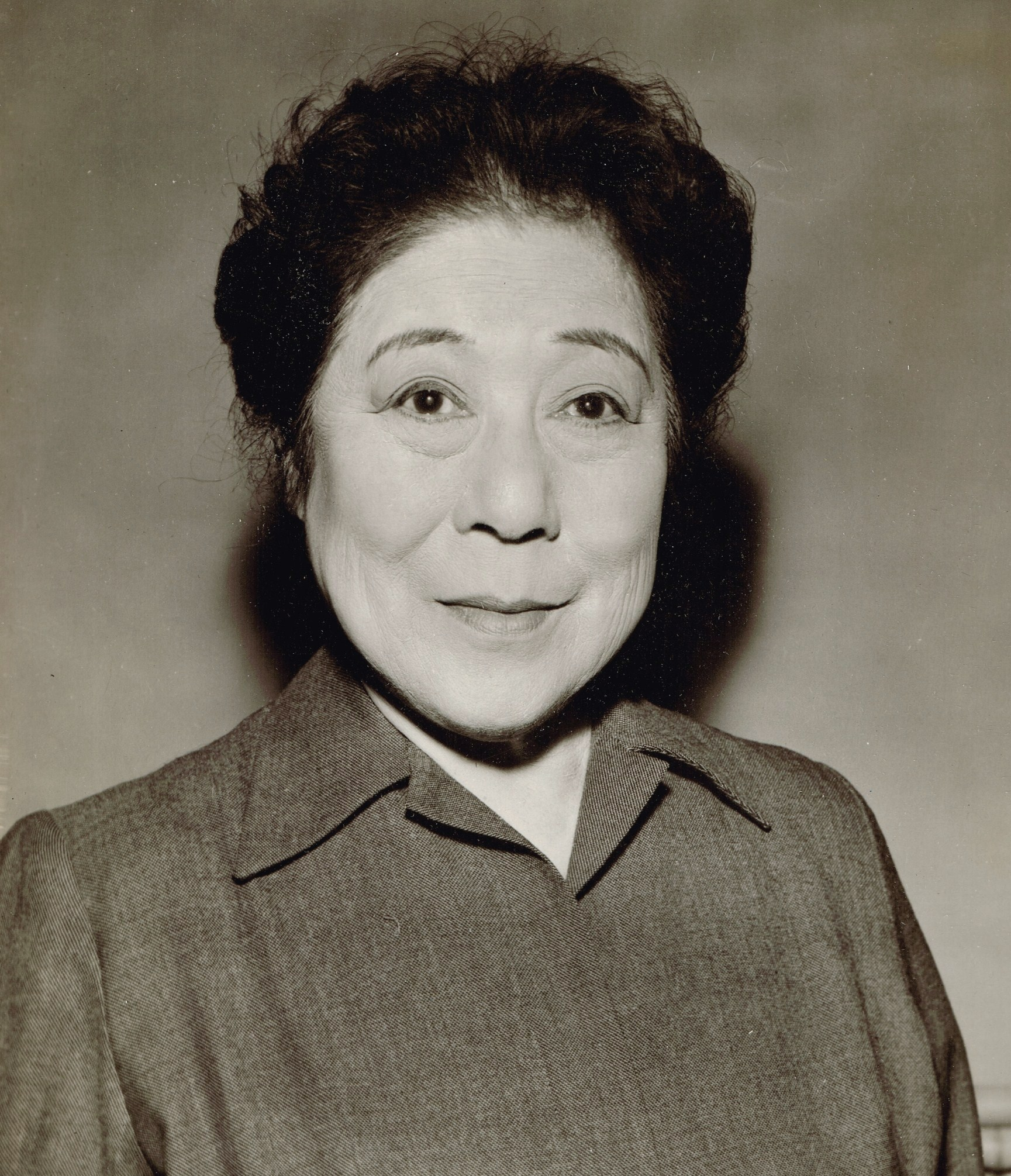
Dans Saipan (1960, photo promotionnelle)